# Gaius Atilius Regulus (Konsul 257 v. Chr.)
Gaius Atilius Regulus war ein Mitglied des plebejischen Geschlechts der Atilier, der als hochrangiger Repräsentant der Römischen Republik 257 und 250 v. Chr. als Konsul amtierte.

## Leben
Gaius Atilius Regulus soll laut Zonaras, dem byzantinischen Exzerptor des Geschichtswerks des Cassius Dio, ein Bruder des zweimaligen Konsuls Marcus Atilius Regulus gewesen sein, doch geben die Fasti Capitolini im Widerspruch zu dieser Behauptung an, dass der Großvater des Gaius Atilius Regulus das Pränomen Marcus, jener des Marcus Atilius Regulus hingegen das Pränomen Lucius geführt habe.
Über die frühen Stationen des cursus honorum von Gaius Atilius Regulus ist nichts bekannt. Zum ersten Mal gelangte er 257 v. Chr. zum Konsulat, wobei er Gnaeus Cornelius Blasio zum Amtskollegen hatte. Zu dieser Zeit trugen die Römer den Ersten Punischen Krieg gegen Karthago aus. Regulus und Blasio erhielten den Kriegsschauplatz Sizilien zugewiesen. Nachdem Regulus mit der römischen Flotte bei Tyndaris vor Anker gegangen war, segelte unweit seiner Position ein karthagisches Geschwader vorbei, das er daraufhin angriff. Da er aber ungestüm mit nur zehn Schiffen seiner restlichen Flotte vorausfuhr, ergriffen die Karthager die Gelegenheit, ihn mit seiner kleinen Vorhut ihrerseits zu attackieren. Es gelang ihnen, neun römische Schiffe zu versenken, während der Konsul sich mit seinem Admiralsschiff aus der Gefahrenzone in Sicherheit bringen konnte. Da mittlerweile der Hauptteil der römischen Flotte eingetroffen war, erneuerte Regulus den Angriff und konnte nun zehn gegnerische Schiffe nehmen und teils versenken. Das übrige karthagische Geschwader zog sich zu den Liparischen Inseln zurück. Dieser Bericht des Polybios, der die Hauptquelle für diese kriegerische Begegnung darstellt, weicht von jenem des Zonaras insbesondere darin ab, dass laut Letzterem beide Konsuln an dem Schiffsgefecht beteiligt waren. Trotz des nicht eindeutigen Ausgangs des Kampfs durfte Regulus nach seiner Rückkehr nach Rom einen Triumph feiern.
250 v. Chr. wurde Regulus zum zweiten Mal Konsul; diesmal war Lucius Manlius Vulso Longus sein Amtskollege. Nach dem Sieg des Prokonsuls Lucius Caecilius Metellus bei Panormus wurde Regulus zusammen mit seinem Amtsgenossen mit einer neuausgerüsteten Flotte nach Sizilien entsandt, um den nun schon 14 Jahre andauernden Krieg gegen die Punier möglichst bald erfolgreich zu beenden. Laut Polybios bestand die römische Flotte aus 200 Schiffen, während Diodor die leicht abweichende Zahl von 240 Schiffen und 60 Lastschiffen angibt. Die Konsuln begannen die Belagerung von Lilybaeum, dem bedeutendsten Stützpunkt der Punier auf Sizilien. Der karthagische Kommandant Himilkon organisierte aber eine geschickte und tapfere Verteidigung der Hafenstadt und erhielt auch bald Verstärkungen. Darüber hinaus durch feindliche Ausfälle, Hunger und Krankheiten geschwächt, mussten sich die Römer am Ende des Jahres auf eine bloße Einschließung beschränken.
Das spätere Schicksal des  Regulus und sein Todesjahr sind aufgrund fehlender weiterer Erwähnungen in den Quellen unbekannt.